# Cotoneaster paradoxus
Cotoneaster paradoxus es una especie de planta del género Cotoneaster, perteneciente a la familia Rosaceae.

## Taxonomía
Cotoneaster paradoxus fue descrita por Gerhard Klotz en 1978.

## Distribución
Se encuentra en el territorio del Himalaya oriental y Nepal.